# Jaroslav Folda
Jaroslav Folda (ur. 25 lipca 1940) – amerykański historyk sztuki, mediewista, profesor Uniwersytetu Karoliny Północnej w Chapel Hill. Obszarem jego badań jest sztuka okresu wypraw krzyżowych. 

## Wybrane publikacje
- Crusader Manuscript Illumination at Saint-Jean d'Acre: 1275–1291 (Princeton, 1976).
- (współautor, s. 251–288, współredaktor) K.M. Setton, ed., A History of the Crusades, vol. IV, H.W. Hazard, ed., The Art and Architecture of the Crusader States (Madison, 1977).
- (redaktor) Crusader Art in the Twelfth Century, British Archeological Reports, International Series, vol. 152 (Oxford, 1982).
- (chairman, editorial committee) Hugo Buchthal, Art of the Mediterranean World: A.D. 100 to 1400 (Washington, D.C., 1982).
- The Nazareth Capitals and the Crusader Shrine of the Annunciation, College Art Association Monograph Series, vol. XLII (University Park and London, 1986).
- The Art of the Crusaders in the Holy Land: 1098–1187, Cambridge, New York and Melbourne: Cambridge University Press, 1995.
- Crusader Art in the Holy Land: from the Third Crusade to the Fall of Acre, 1187–1291, Cambridge University Press, 2005.
- Crusader Art: The Art of the Crusaders in the Holy Land, 1099–1291, Aldershot and Burlington: Lund Humphries, 2008.

## Publikacje w języku polskim
- Sztuka na Łacińskim Wschodzie [w:] Historia krucjat, red. nauk. Jonathan Riley-Smith, przekł. Katarzyna Pachniak, wstęp i konsult. nauk. wyd. pol. Janusz Danecki, Warszawa: "Vocatio" 2000, s. 155-174 (wyd. 2 -2005).